# Casa Comalat
Die Casa Comalat ist ein Gebäude des Modernisme, das sich im Stadtbezirk Eixample von Barcelona an der Avinguda Diagonal und der Carrer de Còrsega befindet. Es handelt sich um das bedeutendste und persönlichste Werk des Architekten Salvador Valeri i Pupurull, der hier charakteristische knorpelartige voluminöse Formen verwendete, die von Antoni Gaudí inspiriert waren, und sie mit einem ans Rokoko erinnernden Dekor verband. Die Casa Comalat ist ins Verzeichnis der lokalen Kulturgüter Barcelonas aufgenommen.

## Beschreibung

### Fassade zur Avinguda Diagonal
Die Casa Comalat ist ein Gebäude mit Erd- und Zwischengeschoss, vier Obergeschossen und einer begehbaren Dachterrasse. Die Vorderfront, die zur Avinguda Diagonal orientiert ist, besteht komplett aus Quarzsandstein vom Berg Montjuïc und wurde mit einem dichten dekorativen Programm geplant, das mit der Ebene der Fassade und einer unendlichen Zahl von geschwungenen Linien spielt, die mit den Öffnungen verknüpft sind. Der Haupteingang ist von einer Türe aus edlem Holz verschlossen, deren gegliederte Glasflächen mit metallischen Einfassungen versehen sind. Das Portal wird von einer Abfolge von wellenförmigen Leisten und Voluten eingerahmt, die denen ähneln, welche die übrigen Öffnungen umrahmen. Es wurde zu beiden Seiten von insgesamt vier weiteren Türen begleitet, die Zugang zu den Läden im Erdgeschoss boten. Während der Franco-Diktatur wurden diese verändert, um nunmehr zwei große Schaufenster zu bilden. Über den Bekrönungen jener früheren vier Türen fallen die beiden Balkone des Zwischengeschosses auf, die wie die Seitenansichten barocker Kutschen auf der Basis geschwungener Elemente gestaltet sind. Diese Balkone besitzen durchbrochene Steingeländer, die je zwei Säulchen tragen, welche in ihrem oberen Teil wie bei den Unterteilungen der großen Fenster an Gaudís Casa Batlló an Knochen erinnern. Am ersten und zweiten Obergeschoss fällt ein zentraler Erker auf, der von einer fächerförmigen Struktur mit zartem Blumendekor gestützt und von einer kleinen Kuppel mit Spitze bedeckt wird. Über dieser Kuppel erscheint inmitten der Fassade ein Wappenschild von unregelmäßigem Umriss, welcher eine Taube mit ausgebreiteten Flügeln zeigt, die einen Olivenzweig im Schnabel trägt. Die übrigen Fensteröffnungen besitzen kleine Balkone in Form geschwungener Trapeze, die von schmiedeeisernen Geländern begrenzt sind. Der obere Teil der Fassade schließt mit einem Turm mit einem fünfteilig durchbrochenen Fenster, das in ein geschwungenes Gesims eingebettet ist, welches über und über mit Blumengirlanden und Voluten geschmückt ist. Das Gesims wird seitlich von zwei Drachenfiguren abgeschlossen, die zwei weiblichen, liegenden, allegorischen Figuren zugewandt sind. Das Dach des Turms ist mit grün glasierten Keramikziegeln gedeckt. Diese Fassade, die ursprünglich die Höhe der Nachbarhäuser berücksichtigt hatte, wurde von deren Erhöhung beeinträchtigt.

### Fassade zur Carrer de Córsega
Die rückwärtige Fassade zur Carrer de Còrsega hin ist besonders herausragend, weil sie durch ihre verglasten Holzbalkone wie eine Fortschreibung der traditionellen Innenhoffassaden im Viertel Eixample wirkt. An der Casa Comalat zeigt die krasse Gegensätzlichkeit der beiden Fassaden beispielhaft ein Charakteristikum der Architektur im Bezirk Eixample, das sich an anderen Bauwerken nur schwer wahrnehmen lässt: die Vorderfront, in Stein ausgeführt und mit zahlreichen Ornamenten versehen, befriedigt das Repräsentationsbedürfnis, während die rückwärtige Fassade sich davon befreit offener und rationeller zeigt, da sie hauptsächlich funktionalen Zwecken dient. An jenen Balkonen muss man die Lösung der Anwendung von Rollläden hervorheben, welche ein Schlüsselelement bei der Planung der Fassade und ihrer räumlichen und künstlerischen Umsetzung war. Man muss die geschwungene Räumlichkeit, welche durch die Rollläden bedingt ist, ebenso hervorheben wie deren Brüstungen aus keramischen Trencadís, verfertigt von Lluís Bru i Salelles. Jene Mosaike in Trencadís-Technik erstrecken sich bis hinauf zur geschwungenen Bekrönung des Gebäudes und verbinden die Balkone optisch mit den Portalen des Erdgeschosses. Diese Portale von parabolischem Querschnitt sind durch die Balkone des Zwischengeschosses unterteilt, welche in vier Ovale geteilte Brüstungen und knochenförmige Säulchen aufweisen. Diese Strukturen sind aus einem Konglomerat aus vielfarbigem Kunststein gebildet. Dank der Verwendung der Trencadís und des Kunststeins im Erd- und Zwischengeschoss besitzt diese Fassade eine schier überbordende Farbigkeit.

### Innenräume
Das Gebäude zeichnet sich ganz allgemein durch die Meisterschaft in den Mosaik- und Stuckarbeiten, den Malereien, den Tischlerarbeiten und der Verglasung aus, besonders im Eingangsfoyer und dem Treppenhaus. Diese stellen die bekanntesten Innenräume dar, sowohl was den Reichtum der verwendeten Materialien angeht als auch hinsichtlich der Üppgkeit des daraus resultierenden Dekors. Ihre Böden sind mit weißem Marmor belegt und die Wände im Sockelbereich mit Westindischem Mahagoni mit wellenförmigen Konturen verkleidet. In diese Sockelvertäfelung ist eine zweisitzige Bank mit geschwungenem Profil eingearbeitet. Auch die auf großen Voluten basierenden Türrahmen der beiden Türen, der großen, welche zum Treppenhaus führt, und der kleinen, durch die man zum Aufzug gelangt, sind aus dem gleichen Material gefertigt; ihre Fensterflächen besitzen Bleiverglasung. Die übrigen Wandflächen sind zur Gänze mit vergoldetem Stuck bedeckt, dessen Struktur gelatinös wirkt und in den Applikationen aus glasierter Keramik mit floralem Dekor sowie drei Medaillons mit Freskomalereien eingearbeitet sind. Im Eingangsfoyer befindet sich auch ein großer Wandleuchter aus vergoldeter Bronze mit mattierten Scheiben. Die Wände des Treppenhauses sind ebenfalls mit aufsteigenden Voluten verziert, deren Applikationen aus mehrfarbig glasierter Keramik nahezu alle Oberflächen füllen. Dies stellt ein Musterbeispiel für das Konzept des Gesamtkunstwerks des internationalen Jugendstils dar.
Die Wände der Wohnräume im ersten Obergeschoss sind mit Keramikarbeiten von Lluís Bru i Salelles und vielen Sgraffiti verziert. Ebenso stechen die vielen farbigen Glasfenster aus dem Atelier von Antoni Rigalt i Blanch ins Auge, beginnend mit denen der Aufzugtüren, über diejenigen der Rauchzimmer und des Damensalons, die Richtung Avinguda Diagonal orientiert sind, bis hin zu den großen Fensterflächen des zur Carrer de Córsega weisenden Esszimmers.

## Geschichte
Joan Comalat i Alenyà (*April 1862 in La Bisbal d’Empordà; †Januar 1929 in Barcelona) war ein Textilindustrieller und bekannter Kreditgeber in Barcelona. 1906 gab er den Neubau eines Gebäudes in Auftrag, das seinen aufstrebenden Stand im Bürgertum Barcelonas darstellen sollte. Den Auftrag für das Projekt erhielt Salvador Valeri i Pupurull, der zu dieser Zeit städtischer Architekt von El Papiol war. Der Bau wurde zwischen 1909 und 1911 durchgeführt und resultierte in einem der prachtvollsten Beispiele des späten Modernisme. Für die Dekoration des Gebäudes war die Mitwirkung des Keramikkünstlers Lluís Bru i Salelles von entscheidender Bedeutung. Das Gebäude wurde für den jährlichen Preis der Stadtverwaltung für das künstlerisch beste Gebäude für das Jahr 1912 vorgeschlagen.
Am Ende der 1990er Jahre wurde das Gebäude restauriert, jedoch erlitten während jener Arbeiten die beiden allegorischen Figuren, die das Gebäude bekrönen Schäden durch einen Sturm. Im Jahr 2001 hat eine weitere Restaurierung unter Leitung des Architekten Francesc Xavier Asarta i Ferraz diese Schäden beseitigt.